# Beizhen

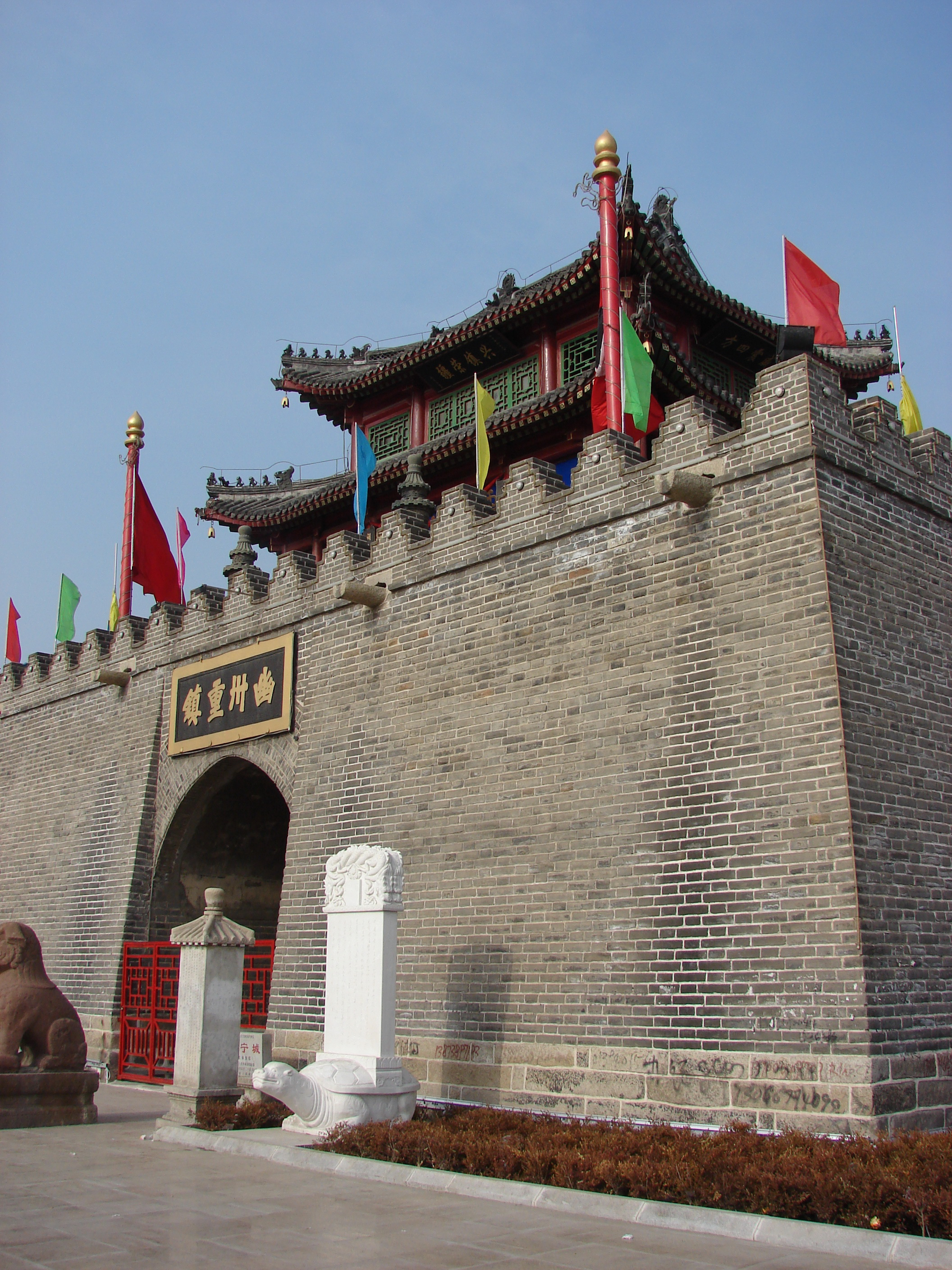
Der Trommelturm von Beizhen, 2010

Beizhen (chinesisch 北镇市, Pinyin Běizhèn Shì) ist eine kreisfreie Stadt im Verwaltungsgebiet der bezirksfreien Stadt Jinzhou im Südwesten der Provinz Liaoning in der Volksrepublik China. Sie hat eine Fläche von 1.673 km² und zählt 422.289 Einwohner (Stand: Zensus 2020), davon über 62 % Angehörige der Manju-Nationalität.

## Geschichte
Beizhen wurde 1907 als „Kreis Guangning“ (chinesisch 广宁县, Pinyin Guǎngníng Xiàn) gegründet. Sechs Jahre später wurde er in „Beizhen“ umbenannt. Der Kreis Beizhen wurde am 29. Juni 1989 aufgelöst und als „Autonomer Kreis Beizhen der Manju“ (chinesisch 北镇满族自治县, Pinyin Běizhèn Mǎnzú Zìzhìxiàn) neugegründet. Am 21. März 1995 wurde der Autonome Kreis Beizhen wieder aufgelöst und als „Stadt Beining“ (chinesisch 北宁市, Pinyin Běiníng Shì) neugegründet. Am 7. März 2006 wurde die Stadt Beining in „Stadt Beizhen“ umbenannt.

## Administrative Gliederung
Auf Gemeindeebene setzt sich die Stadt Beizhen aus zwei Straßenvierteln, elf Großgemeinden, sechs Gemeinden, einer Staatsfarm und einem Gefängnis zusammen. Diese sind:
| Straßenviertel Beizhen (北镇街道), Sitz der Stadtregierung; Straßenviertel Guanyinge (观音阁街道); Großgemeinde Changxingdian (常兴店镇); Großgemeinde Dashi (大市镇); Großgemeinde Gaoshanzi (高山子镇); Großgemeinde Goubangzi (沟帮子镇); Großgemeinde Liaotun (廖屯镇); Großgemeinde Luoluopu (罗罗堡镇); Großgemeinde Lüyang (闾阳镇); Großgemeinde Qingduizi (青堆子镇); Großgemeinde Zhaotun (赵屯镇); | Großgemeinde Zheng’an (正安镇); Großgemeinde Zhong’an (中安镇); Gemeinde Baojia (鲍家乡); Gemeinde Datun (大屯乡); Gemeinde Futun (富屯乡); Gemeinde Guangning (广宁乡); Gemeinde Liujia (柳家乡); Gemeinde Wujia (吴家乡); Staatsfarm Xinli (新立农场); Gefängnis Gaoshanzi der Provinz Liaoning und der Stadt Beizhen (辽宁省北镇市高山子监狱). |